# Воррен (Мен)
Воррен (англ. Warren) — місто (англ. town) в США, в окрузі Нокс штату Мен. Населення — 4865 осіб (2020).

## Демографія
Згідно з переписом 2010 року, у місті мешкала 4751 особа в 1508 домогосподарствах у складі 1086 родин. Було 1760 помешкань
Расовий склад населення:
| - 95,3 % — білих - 1,7 % — чорних або афроамериканців - 0,7 % — корінних американців - 0,4 % — азіатів |

До двох чи більше рас належало 1,3 %. Частка іспаномовних становила 1,0 % від усіх жителів.
За віковим діапазоном населення розподілялося таким чином: 18,4 % — особи молодші 18 років, 71,7 % — особи у віці 18—64 років, 9,9 % — особи у віці 65 років та старші. Медіана віку мешканця становила 39,9 року. На 100 осіб жіночої статі у місті припадало 144,6 чоловіків;  на 100 жінок у віці від 18 років та старших — 153,9 чоловіків також старших 18 років.
Середній дохід на одне домашнє господарство  становив 65 046 доларів США (медіана — 57 000), а середній дохід на одну сім'ю — 59 771 долар (медіана — 61 174). Медіана доходів становила 42 010 доларів для чоловіків та 30 525 доларів для жінок. За межею бідності перебувало 17,0 % осіб, у тому числі 27,0 % дітей у віці до 18 років та 10,9 % осіб у віці 65 років та старших.
Цивільне працевлаштоване населення становило 2276 осіб. Основні галузі зайнятості: освіта, охорона здоров'я та соціальна допомога — 18,0 %, роздрібна торгівля — 14,1 %, будівництво — 13,3 %.